# Salix barclayi
Espèce
Classification APG III (2009)
Salix barclayi, le Saule de Barclay, est une espèce de plantes à fleurs de la famille des Salicaceae. C'est un saule originaire d'Amérique du Nord, découverte au nord ouest des États-Unis et au Canada.

## Synonymes
- Salix barclayi var. angustifolia,
- Salix barclayi var. conjuncta,
- Salix barclayi var. latiuscula,
- Salix pyrolifolia var. hoyeriana[2].

## Description
Salix barclayi est un buisson qui atteint 2,5 m de haut et relativement élancé.
Les feuilles d'ovales à elliptiques font de 2  à   6 cm de long et 1  à   2,5 cm de large. Elles sont recouvertes de pilosité lorsqu'elles sont jeunes ; la nervure centrale est recouverte de poils jusqu'à maturité. Les chatons sont courts, avec un pédoncule feuillu.
Les chatons mâles mesurent 3 cm de long et présentent 2 étamines ; tandis que les chatons femelles, avec leurs pistils mesurent 2,5  à   5 cm de long et sont glabres.

## Répartition et habitat
Il pousse au Canada et aux États-Unis près des lacs  et des cours d'eau d'altitude.